# Brent Metcalf
Brent Metcalf (né le 14 juillet 1986 à Flint) est un lutteur libre américain.
Médaillé de bronze des moins de 66 kg aux Championnats panaméricains de lutte en 2009, il remporte le titre des moins de 65 kg lors des Jeux panaméricains de 2015 à Toronto.
Il remporte aussi le Golden Grand Prix de lutte 2014 des moins de 65 kg et termine troisième du Golden Grand Prix de lutte 2010 des moins de 66 kg.